# Marion (futebolista)
Marion Silva Fernandes, mais conhecido como Marion (Teixeira de Freitas, 7 de setembro de 1991), é um futebolista brasileiro que atua como atacante. Atualmente, joga pelo Aquidauanense.

## Carreira

### Categorias de base
Revelado nas categorias de base do Atlético Mineiro, Marion foi campeão mineiro pelo júnior do clube, em 2010, e vice-campeão do Campeonato Brasileiro Sub-20, em 2009.

### Democrata-SL
Sem chances na equipe profissional, o jogador foi emprestado ao Democrata de Sete Lagoas, por meio de parceria que o clube detinha com o Atlético. Junto a Marion, foram emprestados outros jogadores da base do Galo na época, como o meia-atacante Bernard.

### Vila Nova-GO
Já em 2012, foi emprestado ao Vila Nova para a disputa do Campeonato Goiano e da Série C.

### Betim
Ao final do seu contrato, foi novamente emprestado, desta vez para o Betim.

### Atlético Mineiro
Com o fim do seu contrato e a troca de comando técnico do Atlético, o jogador foi chamado por Paulo Autuori para iniciar a pré-temporada no clube. Durante a pré-temporada, Marion agradou ao técnico, e foi finalmente efetivado no elenco profissional do clube.
Marcou seu primeiro gol pelo Atlético Mineiro no dia 9 de março de 2014, em partida contra o Guarani-MG. Seu gol foi o único da partida, e acabou por garantir a vitória do Galo em Divinópolis.
Marion teve uma participação importante no título conquistado na Copa do Brasil de 2014, com boa atuação na virada histórica contra o Flamengo
contribuindo com 2 passes importantes resultando em gols.

### Sharjah FC
Sem muitas oportunidades no clube na temporada 2015, Marion foi emprestado ao Sharjah FC, dos Emirados Árabes Unidos, no dia 10 de fevereiro. O empréstimo teve duração até o dia 31 de julho do mesmo ano.

### Joinville
Em maio de 2015, foi emprestado até dezembro do mesmo ano para o Joinville.
Disputando 7 partidas como titular nenhum gol e uma assistência

### Estoril Praia
Em janeiro de 2016, foi emprestado ao Estoril de Portugal até o final da temporada europeia, que se encerra no meio do ano de 2016.

### Santa Cruz
O Santa Cruz confirmou a contratação do atacante Marion, que pertence ao Atlético-MG e estava no Estoril, de Portugal. Sonho antigo da diretoria coral desde 2013, ele chega por empréstimo e fica no Arruda até o final da temporada. Estreou na vitória tricolor por 1x0 sobre o Internacional no Arruda.

### América-MG
Em janeiro de 2017, após ter rescindido o contrato com o Atlético Mineiro, Marion acertou com o América Mineiro.

### Amazonas FC
Para a temporada de 2021, o Amazonas FC acertou com o atacante Marion 

## Títulos
Atlético Mineiro
- Campeonato Mineiro (Júnior): 2010
- Recopa Sul-Americana: 2014
- Copa do Brasil: 2014

### Prêmios individuais
- Troféu Globo Minas - Revelação do Campeonato Mineiro: 2014